# Instituto Jacques Monod
El Instituto Jacques Monod (IJM) es una unidad mixta de investigación del Centro Nacional para la Investigación Científica (CNRS) y de la Universidad de París VII Denis Diderot. Instalado en el edificio Buffon del campus de la Universidad París Diderot, es un polo de investigación fundamental en biología. Comprende una treintena de equipos que efectúan estudios según tres temas fundamentales: dinámica del genoma y de los cromosomas, dinámica celular y su señalización y desarrollo y evolución; y sobre dos ejes transversales: biología cuantitativa y modelización, así como patologías moleculares y celulares. Las investigaciones interdisciplinares con otras ciencias como la física, las matemáticas, la química o la medicina, son muy apreciadas.

## Historia
El instituto fue creado en 1966 en el campus de Jussieu bajo el nombre de Institut de biologie moléculaire (IBM). En 1979, es transformado en Institut de recherche de biologie moléculaire (IRBM). En 1982 tomó el nombre del biólogo y premio Nobel Jacques Monod. En 2006, como consecuencia de la reestructuración del campus de Jussieu y del desarrollo de la universidad París-VII, el instituto se instala en el campus París Rive Gauche.

### Directores del instituto
- 1966-1978 : Raymond Dedonder
- 1978-1981 : François Chapeville y Giorgio Bernardi
- 1981-1991 : François Chapeville
- 1992-1996 : Jacques Ricard
- 1996-2001 : Jean-Luc Rossignol
- 2001-2006 : Éric Karsenti
- 2006-2008 : Jean-Antoine Lepesant
- 2008-2018 : Giuseppe Baldacci
- 2018- : Michel Werner

## Personal
El Instituto Jacques Monod agrupa aproximadamente a 300 personas (investigadores, enseñantes investigadores, ingenieros, técnicos, administrativos, postdoctorados, estudiantes y visitantes franceses y extranjeros). Comprende una treintena de equipos de investigación, una plataforma tecnológica, de una sólida infraestructura administrativa y de servicios generales polivalentes. Su director actual es Michel Werner, investigador adscrito al CNRS .